# Дэнчилэ, Виорика
Василика Виорика Дэнчилэ (рум. Vasilica Viorica Dăncilă; 16 декабря 1963, Рошиорий-де-Веде) — румынский политик и государственный деятель, член Социал-демократической партии Румынии, депутат Европарламента (2009—2018), премьер-министр Румынии (17 января 2018 — 10 октября 2019).

## Биография
Родилась 16 декабря 1963 года в городе Рошиорий-де-Веде, жудец Телеорман.
В 1996 году стала членом Социал-демократической партии Румынии. На протяжении многих лет она занимала руководящие должности в администрации и в партийной организации уезда Телеорман, где главой уездного совета в 2000—2012 годы был нынешний лидер СДП Ливиу Драгня.
В период с 2004 по 2008 год Виорика Дэнчилэ являлась членом городского совета Виделе.
В период с 2008 по 2009 год исполняла полномочия окружного советника жудеца Телеорман.
В 2009 году Дэнчилэ была избрана по списку Социал-демократической партии депутатом Европарламента, где занималась вопросами сельского хозяйства и сельского развития. В 2014 году была избрана в Европейский парламент на второй срок, назначена заместителем председателя Комитета по сельскому хозяйству и развитию сельских районов. Также являлась членом Комитета по правам женщин и гендерному равенству.
В 2015 году Дэнчилэ была номинирована на премию MEP Awards-2015 в категории «Сельское хозяйство». В октябре 2015 года была избрана Президентом румынской Организации женщин — социал-демократов. Одной из инициатив Дэнчилэ стало обеспечение квоты в размере не менее 30 процентов для кандидатов-женщин в списках Социал-демократической партии на выборах в Палату депутатов и Сенат Румынии.
В январе 2018 года правящая коалиция в составе Социал-демократической партии и Альянса либералов и демократов (АЛДЕ) выдвинула кандидатуру Дэнчилэ на пост премьер-министра Румынии, а 17 января президент страны Клаус Йоханнис официально назначил ее на этот пост. Дэнчилэ стала третьим главой правительства за последний год. Два её предшественника были вынуждены подать в отставку из-за конфликтов с лидером социал-демократов Ливиу Драгней.